# Apache Kid

Apache Kid é um personagem fictício do Velho Oeste americano que apareceu nos quadrinhos da Marvel Comics, a maior parte nos anos de 1950 e publicado pela antecessora Atlas Comics. O nome do personagem apareceu depois e não tem relação com um personagem real conhecido também como Apache Kid (Haskay-bay-nay-natyl).

## História da publicação
Apache Kid estreou numa capa, desenhada por John Buscema, na revista Two-Gun Western #5 (novembro de 1950). Ele ganhou seu próprio título no mês seguinte, primeiro como The Apache Kid  #53 (usando a numeração de Reno Browne, Hollywood's Greatest Cowgirl) e então uma série corrida chamada Apache Kid  #2-19. As histórias do personagem também apareceram nas revistas Two-Gun Western  #5-9 e Wild Western  #15-22. Após a história inicial de Buscema e duas por Joe Maneely (que também faria várias capas), o artista Werner Roth assumiu a série.
Após o término de The Apache Kid no número 19 (Abril de 1956), a numeração continuou com a revista transformada numa série de antologia chamada Western Gunfighters, na qual o personagem não apareceu. 
Apache Kid foi republicado, contudo, em outra série chamada Western Gunfighters, publicada pela Marvel nos anos de 1970. Ele dividia as páginas da revista com o novo Cavaleiro Fantasma "Phantom Rider". Também apareceu em republicações de histórias do Oeste, junto com outros heróis da Atlas: Black Rider (depois renomeado para Black Mask), Western Kid, Wyatt Earp e depois Kid Colt. Apache Kid teve republicações nos números #2-33 (outubro de 1970 - novembro de 1975).
O personagem reapareceu em Apache Skies (2002), uma mini-série de quatro edições estrelada por Rawhide Kid e outros dois personagens chamado Apache Kid: Dazii Aloysius Kare e sua esposa Rosa. 
Outros personagens sem relação chamados de Apache Kid apareceram nos quadrinhos da Fox Comics, nas revistas Western Outlaws  #21 (maio de 1949) e Youthful Comics, revista Indian Fighter  #5 (janeiro de 1952).

## Biografia ficcional
A criança caucasiana Alan Krandal cresceu com o chefe Apache Falcão Vermelho e esposa, após ficar órfão. Ao se tornar adulto, o órfão adotou a identidade civil de Aloysius Kare, retirando sua pintura de guerra para lutar contra brancos e índios fora-da-lei, geralmente protegendo grupos de pessoas. O capitão Bill Gregory de um forte militar vizinho é seu irmão de sangue e também respeita os conselhos do ancião Falcão Vermelho. Ao contrário de outros quadrinhos de faroeste da época, Apache Kid geralmente mostrava os índios americanos num mesmo plano com os brancos, e fazia distinção entre as vários tribos.